# Шейлийн Удли
Шейлийн Даян Удли (на английски: Shailene Diann Woodley) е американска актриса, родена на 15 ноември 1991. Номинирана е два пъти за „Златен глобус“ и един път за награда „Еми“. Известни филми с нейно участие са „Потомците“, „Дивергенти“, „Дивергенти 2: Бунтовници“ и други.

## Биография
Майка ѝ Лори Удли е училищен съветник, а баща ѝ Лони Удли е училищен директор. Има и по-малък брат Танър (р. 1994).
Шейлийн Удли започва кариерата си през 1999 г. в телевизионния филм „Замяната на татко“. Следват второстепенни роли в нискобюджетни продукции, пригодени за малкия екран, както и участия в реклами.
През 2008 г. пробива в тийн сериала „Тайният живот на една тийнейджърка“, където играе ролята на главната героиня – Ейми Джъргенс.
Дебютът ѝ в киното идва през 2011 г. с филма на Александър Пейн „Потомците“. Там Удли играе дъщеря на Джордж Клуни. За брилянтната си роля е номинирана за Златен глобус.
2014 г. е много успешна за Удли. Избрана е за главна роля в дистопичния франчайз „Дивергенти“, където си партнира с Кейт Уинслет и Ашли Джъд. Играе и болната от рак 16-годишна Хейзъл Грейс Ланкастър във „Вината в нашите звезди“.
Превъплъщава се и в образите на реално съществуващи личности – Линдзи Милс, приятелката на Едуард Сноудън, в режисирания от Оливър Стоун биографичен филм „Сноудън“ и Тами Олдам Ашкрафт в „Дрейф“ на Балтазар Кормакур.
През 2017 г. се завръща на малкия екран с ролята си на Джейн Чапман в сериала „Големите малки лъжи“, в който играе редом до Никол Кидман, Рийз Уидърспуун, Лора Дърн, Зоуи Кравиц и Мерил Стрийп.
Участва във филма „Мавританецът“ с Джоди Фостър и Бенедикт Къмбърбач.
През 2021 г. играе във филма „Последното писмо от любимия“ по романа на Джоджо Мойс.

## Частична филмография

### Кино
- 2007 – „Moola“ – Ашли Хеджис
- 2011 – „Потомците“ – Александра Кинг
- 2013 – „Живея за момента“ – Ейми Финики
- 2014 – „Бяла птица във виелица“ – Катрина „Кат“ Конър
- 2014 – „Дивергенти“ – Беатрис „Трис“ Прайър
- 2014 – „Вината в нашите звезди“ – Хейзъл Грейс Ланкастър
- 2015 – „Дивергенти 2: Бунтовници“ – Беатрис „Трис“ Прайър
- 2016 – „Дивергенти 3: Предани“ – Беатрис „Трис“ Прайър
- 2016 – „Сноудън“ – Линдзи Милс
- 2018 – „Дрейф“ – Тами Олдам
- 2019 – „Раздели и любовни признания“ – Дафне
- 2020 – „Мавританецът“ – Тереза „Тери“ Дънкан
- 2020 – „Болезнени последици“ – Анна
- 2021 – „Последното писмо от любимия“ – Дженифър Стърлинг
- 2023 - „Да хванеш убиец“ - Елинор Фалко
- 2023 - „Роботи“ - Илейн/И2/И3
- 2023 - „Ферари“ - Лина Ларди
- 2023 - „Луди пари“ - Каролайн Гил

### Телевизия
- 1999 – „Замяната на татко“ (ТВ филм) – малко момиче
- 2001 – 2003 – „Вашингтон, окръг Колумбия“ (3 епизода) – Кристин Дебрено
- 2003 – „Безследно изчезнали“ (1 епизод) – малката Клеър Меткалф
- 2001 – 2004 – „Среща с Джордан“ (4 епизода) – малката Джордан Кавана
- 2003 – 2004 – „Ориндж Каунти“ (6 епизода) – Катлийн Купър
- 2004 – 2005 – „Джак и Боби“ (2 епизода) – Клои Бенедикт
- 2004 – „Всички обичат Реймънд“ (1 епизод) – разплакано момиче
- 2004 – „Място, наречено дом“ (ТВ филм) – Калифорния „Кали“ Форд
- 2005 – „Фелисити: Приключението на едно американско момиче“ (ТВ филм) – Фелисти Мериман
- 2006 – „Казвам се Ърл“ (1 епизод) – младата Гуен
- 2007 – „От местопрестъплението : Ню Йорк“ (1 епизод) – Иви Пайърпонт
- 2007 – „В опасна близост“ (1 епизод) – Габи Турси
- 2007 – „Забравени досиета“ (1 епизод) – Сара Гунден
- 2007 – „Окончателен подход“ (ТВ филм) – Мая Бендер
- 2008 – 2013 – „Тайният живот на една тийнейджърка“ (121 епизода) – Ейми Джъргенс
- 2017 - 2019 – „Големите малки лъжи“ (14 епизода) – Джейн Чапман
- 2024 - „Три жени“ (10 епизода) - Джия Ломбарди